# Bladen (Nebraska)
Bladen é uma vila localizada no estado americano de Nebraska, no Condado de Webster.

## Demografia
Segundo o censo americano de 2000, a sua população era de 291 habitantes. 
Em 2006, foi estimada uma população de 270, um decréscimo de 21 (-7.2%).

## Geografia
De acordo com o United States Census Bureau, a localidade tem uma área de 0,9 km², sem área coberta por água. Bladen localiza-se a aproximadamente 605 m acima do nível do mar.

## Localidades na vizinhança
O diagrama seguinte representa as localidades num raio de 20 km ao redor de Bladen. 